# Сіратака (Ямаґата)

38°10′59″ пн. ш. 140°5′55″ сх. д. / 38.18306° пн. ш. 140.09861° сх. д.
Сірата́ка (яп. 白鷹町, しらたかまち, МФА: [ɕiɾataka mat͡ɕi̥]) — містечко в Японії, в повіті Нісі-Окітама префектури Ямаґата. Станом на 1 жовтня 2008 площа містечка становила 157,74 км². Станом на 1 січня 2009 населення містечка становило 15 647 осіб.
На честь міста названо астероїд.